# فوراور ۲۱

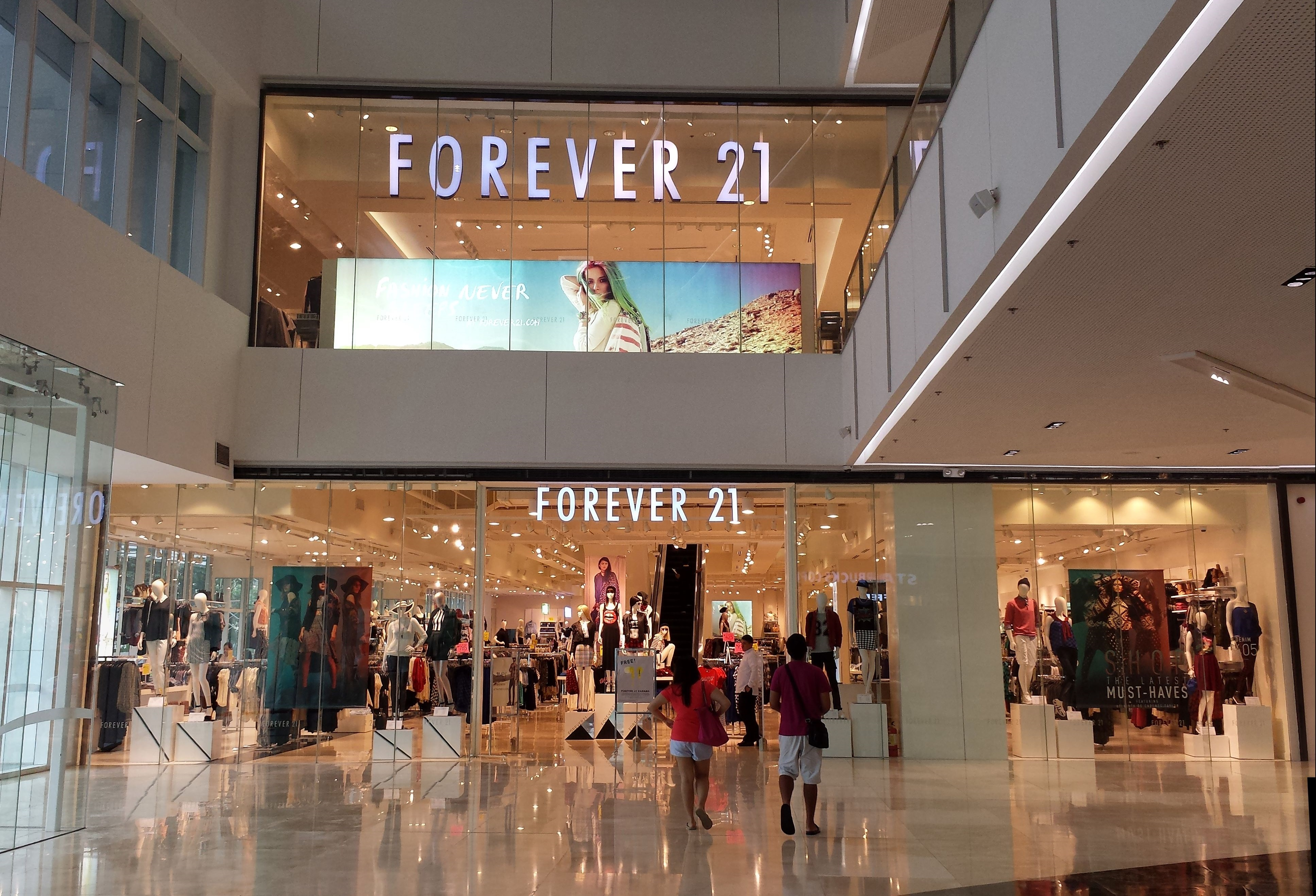
شعبه‌ای از فوراور ۲۱ در مانیل، فیلیپین

فوراور ۲۱، (به انگلیسی: Forever 21) شرکت خرده‌فروشی زنجیره‌ای پوشاک آمریکایی است، که در زمینه توزیع انواع لباس، لوازم و کالاهای لوکس مصرفی و محصولات مرتبط با صنعت مد فعالیت می‌نماید. 
نخستین شعبه فروشگاه فوراور ۲۱ در تاریخ ۲۱ آوریل ۱۹۸۴ توسط مهاجر کره‌ای دو وانگ چانگ و همسرش جینگ سوک چانگ در شهر لس آنجلس و با نام فشن ۲۱ راه‌اندازی شد.
این شرکت در حال حاضر مالک شبکه‌ای از ۴۸۰ فروشگاه و بوتیک در ایالات متحده آمریکا، هنگ کنگ، بلژیک، اتریش، فرانسه، بحرین، هند، ژاپن، کویت، کره جنوبی، تایلند، فیلیپین، مالزی، فوراور ایران ، اسرائیل، کلمبیا، مکزیک، شیلی و بریتانیا می‌باشد. دفتر مرکزی شرکت فوراور ۲۱ در شهر لس آنجلس، کالیفرنیا قرار دارد.